# De eerste droom van Saint-Exupéry
De eerste droom van Saint-Exupéry (în română Primul vis al lui Saint-Exupéry) este o sculptură de bronz realizată de Tom Frantzen care reprezintă visul de a zbura.
Sculptura a fost inaugurată oficial pe 30 noiembrie 2007 pentru a marca 500 de ani de istorie a aviației, însă a fost instalată cu un an înainte într-un sens giratoriu din localitatea Steenokkerzeel, nu departe de turnul de control al aeroportului Brussels Airport.
Lucrarea măsoară 8 metri înălțime și înfățișează un stol de cocori care zboară printr-un orificiu circular al unei plăci de beton care amintește de coada unui avion. Zborul cocorilor de o parte și de cealaltă a orificiului sugerează și el aterizarea și decolarea unei aeronave. Stolul este condus de un cocor care îl poartă în spate Micul prinț imaginat de Antoine de Saint-Exupéry. Zborul păsărilor semnifică nevoia omului de a merge mai departe, iar artistul sugerează că visul este baza progresului tehnic. Întregul monument a fost comandat și finanțat de Belgocontrol, autoritatea aeronautică belgiană, și de Brussels Airport Company (BAC).
În aceeași zi, într-un alt sens giratoriu din Steenokkerzeel a fost inaugurată altă lucrare a lui Tom Frantzen, De renaissance van de droom van Icarus.